# Râul Valea lui Geantă
Râul Valea lui Geantă este unul râu afluent al râului Cuca. 